# A Morte e a Morte de Quincas Berro d'Água
A Morte e a Morte de Quincas Berro d'Água é uma novela do escritor brasileiro Jorge Amado, membro da Academia Brasileira de Letras, publicada pela primeira vez em junho de 1959, na revista Senhor, com ilustrações de Glauco Rodrigues.
No ranking dos livros mais vendidos do Jorge Amado ocupa o segundo lugar, com 3,2 milhões de exemplares. 

## Resumo
Considerado um clássico da literatura brasileira, o livro conta a história de Joaquim Soares da Cunha, respeitável cidadão casado e com filhos, que leva uma vida pacata de funcionário público.
Um dia porém, o personagem resolve mudar seu destino, e assim, abandona a família para viver como um vagabundo, entregando-se aos vícios mundanos, especialmente a bebida, quando recebe o apelido de Quincas Berro D'água, por um dia estar em um boteco, a "Venda do López", e quando vai beber algo que pensa ser cachaça, assusta-se e berra para o Mercado todo ouvir, dizendo em alto e bom tom "Ááááááguuuua!". As pessoas junto dele em um primeiro momento assustam-se, mas depois caem na gargalhada e passam a chamá-lo não apenas de Quincas, mas sim, Quincas Berro D'água.
Sua primeira morte ocorre quando uma amiga a quem ele promete ervas, passa em seu quarto para buscá-las e o encontra sem vida. Essa morte é comprovada por um  médico. Seus familiares resolvem esquecer o passado vergonhoso e, para resgatar a memória respeitável de Joaquim, acabam providenciando o velório.
Mas quando seus amigos de bebedeiras chegam ao velório e encontram o defunto com um sorriso, o tomam como vivo, arrastando seu corpo para uma noite de farra. A certa hora decidem usar um barco para passear no mar, mas uma súbita tempestade lança uma grande onda sobre eles, fazendo com que Quincas Berro D'água tenha a sua segunda morte.
A partir daí surge a grande controvérsia: Para a família, Joaquim morrera de causas naturais; para os amigos, Quincas tirou a própria vida ao atirar-se nas águas do mar, pois temia ser enterrado num caixão.

## Recepção
No Brasil a obra foi publicada em 96 edições, com um total de exemplares vendidos de 3,2 milhões. Com quase unanimidade de recepção positiva tanto entre o leitor comum quanto nos críticos literários.:
A obra foi traduzida pro chinês por Sun Cheng'ao, primeiro publicada em 1981 na revista Literatura Mundial. Em 1985 seria reeditada e publicada pela editora Guanming Daily. A China com governo comunista, depois do fim da desconfiança durante a Revolução Cultural, voltava a ver com bons olhos o escritor Jorge Amado, filiado ao ideario comunista. 

## Televisão
Em 1978 o romance foi apresentado pela TV Globo, no programa Caso Especial, com o título original. O personagem central foi interpretado por Paulo Gracindo. A adaptação e direção ficou a cargo de Walter Avancini.

## Cinema
Em 14 de maio de 2010 houve a estreia do longa-metragem Quincas Berro D'Água, dirigido por Sérgio Machado, com Paulo José interpretando o personagem principal, Marieta Severo no papel de sua amante e Mariana Ximenes como a filha de Quincas. Os papéis dos amigos de Quincas couberam a Irandhir Santos, Flávio Bauraqui, Luís Miranda e Frank Menezes. O filme conta ainda com a participação dos atores Vladimir Brichta, Milton Gonçalves, Othon Bastos, Walderez de Barros e Carla Ribas. Quincas Berro D'água custou US$ 6,5 milhões. Todo o enredo se passa em Salvador, Bahia.

## Teatro
No dia 3 de novembro de 2013, os alunos do 9º ano do ensino fundamental do Colégio Boa Viagem na zona sul da cidade de Recife, Pernambuco apresentaram-se no Teatro Guararapes em Olinda, com a primeira adaptação para teatro da peça "A morte e a morte de Quincas Berro D'água". Com ajuda de professores e profissionais de teatro e dança, os alunos foram aplaudidos de pé e conseguiram uma matéria no Diário de Pernambuco.